# Olympische Sommerspiele 2016/Leichtathletik – 1500 m (Männer)

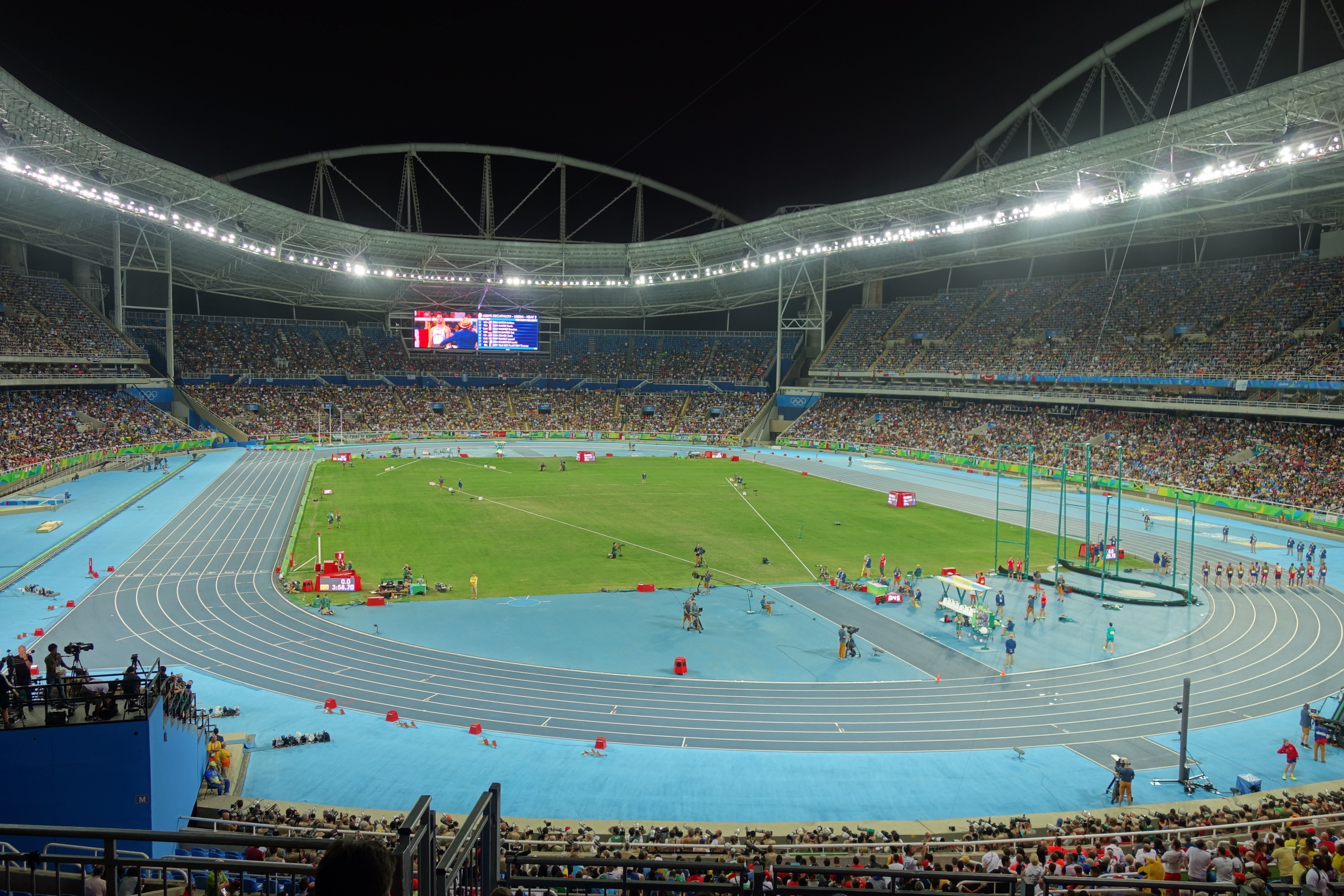
Innenraum des Estádio Olímpico João Havelange während der Spiele von Rio

Der 1500-Meter-Lauf der Männer bei den Olympischen Spielen 2016 in Rio de Janeiro wurde am 16., 18. und 20. August 2016 im Estádio Olímpico João Havelange ausgetragen. 43 Athleten nahmen teil.
Olympiasieger wurde der US-Amerikaner Matthew Centrowitz. Er gewann vor dem Algerier Taoufik Makhloufi und dem Neuseeländer Nick Willis.
Für Deutschland startete Homiyu Tesfaye, der im Halbfinale ausschied.

Athleten aus der Schweiz, Österreich und Liechtenstein nahmen nicht teil.
In diesem Wettbewerb startete der Südsudanese Paulo Amotun unter der olympischen Flagge und dem Kürzel ROT (Refugee Olympic Team) als Sportler, der aus seinem Heimatland geflohen war.

## Aktuelle Titelträger
| Olympiasieger                         | Taoufik Makhloufi ( Algerien)  | 3:34,08 min | London 2012    |
| Weltmeister                           | Asbel Kiprop ( Kenia)          | 3:34,40 min | Peking 2015    |
| Europameister                         | Filip Ingebrigtsen ( Norwegen) | 3:46,65 min | Amsterdam 2016 |
| Nord-/Zentralamerika-/Karibik-Meister | Andrew Wheating ( USA)         | 3:45,08 min | San José 2015  |
| Südamerika-Meister                    | Carlos Díaz ( Chile)           | 3:40,79 min | Lima 2015      |
| Asienmeister                          | Mohamad al-Garni ( Katar)      | 3:41,42 min | Wuhan 2015     |
| Afrikameister                         | Fouad el-Kaam ( Marokko)       | 3:39,49 min | Durban 2016    |
| Ozeanienmeister                       | Sam Russell ( Australien)      | 4:05,76 min | Cairns 2015    |

## Rekorde

### Bestehende Rekorde
| Weltrekord         | Hicham El Guerrouj ( Marokko) | 3:26,00 min | Rom, Italien                 | 14. Juli 1998      |
| Olympischer Rekord | Noah Ngeny ( Kenia)           | 3:32,07 min | Finale OS Sydney, Australien | 29. September 2000 |

Der bestehende olympische Rekord wurde bei diesen Spielen nicht erreicht. In keinem der Rennen wurde ein wirklich hohes Tempo vorgelegt, die Läufer suchten ihre Chancen in einem schnellen Finish. Die beste Zeit erzielte im dritten Vorlauf am 16. August der Tscheche Jakub Holuša, der dann im Halbfinale ausschied, mit 3:38,31 min. Den Rekord verfehlte er damit um 6,24 Sekunden. Zum Weltrekord fehlten ihm 12,31 Sekunden.

### Rekordverbesserung
Es wurde ein neuer Landesrekord aufgestellt:

3:45,27 min – Santino Kenyi (Südsudan), erster Vorlauf am 16. August
Anmerkung:
Alle Zeitangaben sind auf die Ortszeit Rio (UTC-3) bezogen.

## Vorrunde
Die Athleten traten zu insgesamt drei Vorläufen an. Für das Halbfinale qualifizierten sich pro Lauf die ersten sechs Läufer (hellblau unterlegt). Darüber hinaus kamen die sechs Zeitschnellsten, die sogenannten Lucky Loser (hellgrün unterlegt), weiter.

### Vorlauf 1
16. August 2016, 10:30 Uhr
| Platz | Name                        | Nation                       | Zeit (min) | Anmerkung |
| ----- | --------------------------- | ---------------------------- | ---------- | --------- |
| 1     | Asbel Kiprop                | Kenia                        | 3:38,97    |           |
| 2     | Ryan Gregson                | Australien                   | 3:39,13    |           |
| 3     | Ayanleh Souleiman           | Dschibuti                    | 3:39,25    |           |
| 4     | Chris O’Hare                | Großbritannien               | 3:39,26    |           |
| 5     | Matthew Centrowitz          | USA                          | 3:39,31    |           |
| 6     | Fouad el-Kaam               | Marokko                      | 3:39,51    |           |
| 7     | David Bustos                | Spanien                      | 3:39,73    |           |
| 8     | Charles Philibert-Thiboutot | Kanada                       | 3:40,04    |           |
| 9     | Julian Matthews             | Neuseeland                   | 3:40,40    |           |
| 10    | Florian Carvalho            | Frankreich                   | 3:41,87    |           |
| 11    | Thiago André                | Brasilien                    | 3:44,42    |           |
| 12    | Santino Kenyi               | Südsudan                     | 3:45,27    | NR        |
| 13    | Saud Al-Zaabi               | Vereinigte Arabische Emirate | 4:02,35    |           |
| DNS   | Aman Wote                   | Äthiopien                    |            |           |

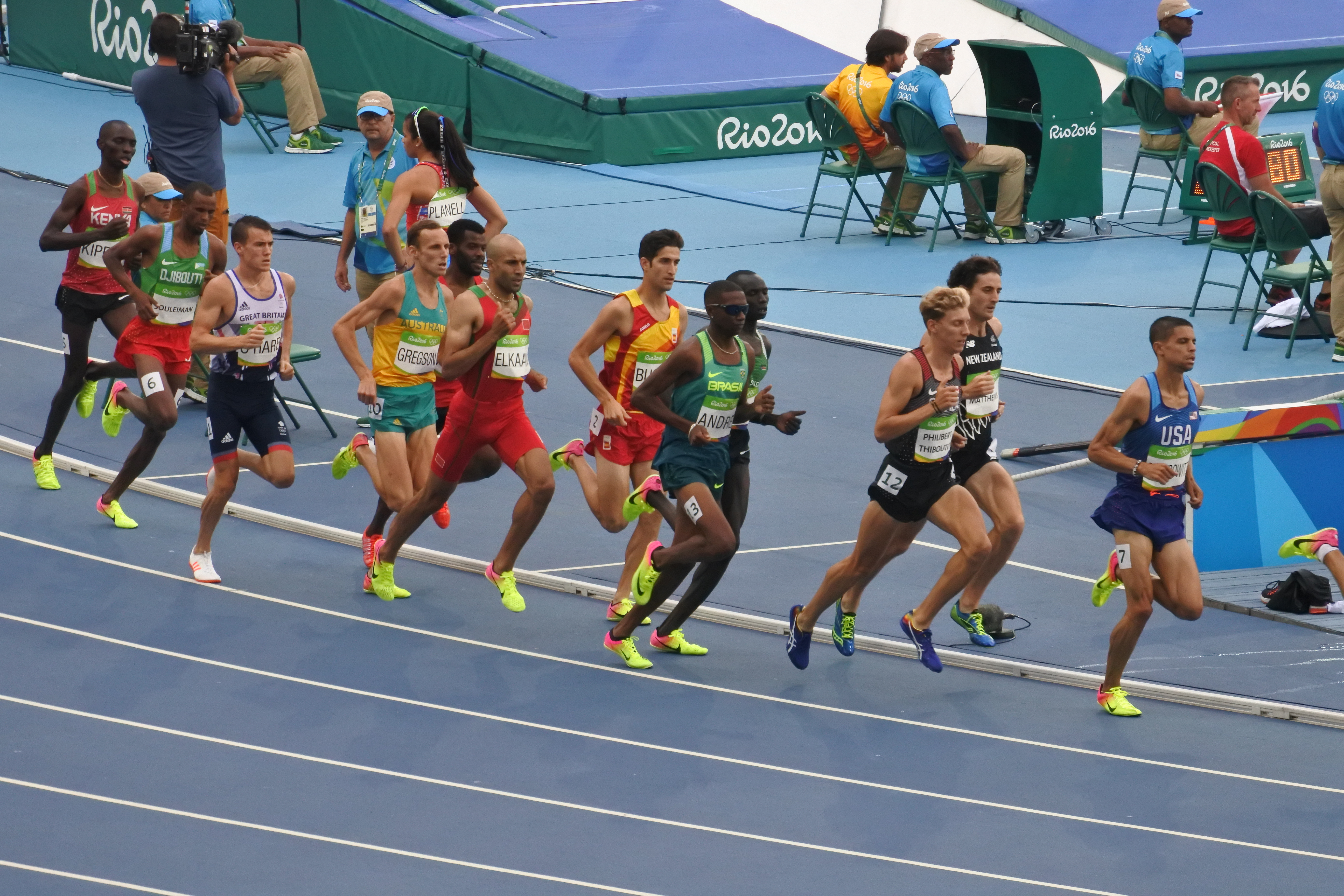
Szene aus dem ersten Vorlauf:
Matt Centrowitz in Führung, gefolgt von Charles Philibert-Thiboutot und Julian Matthews, Thiago André und Santino Kenyi, dahinter Fouad Elkaam, David Bustos, Ryan Gregson, Saud Al-Zaabi, Chris O’Hare, Ayanleh Souleiman und Asbel Kiprop

Im ersten Vorlauf ausgeschiedene Läufer:

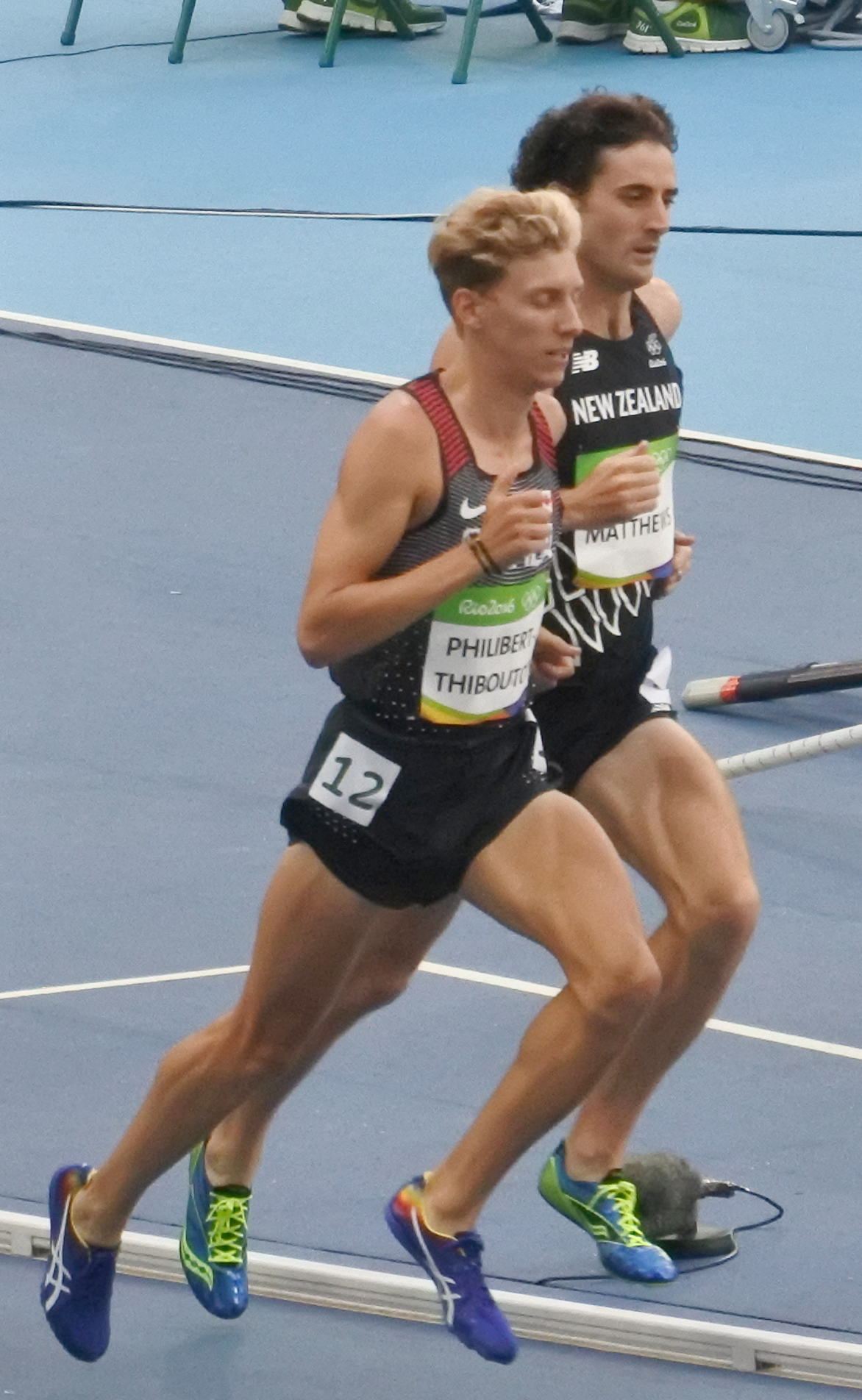
Julian Matthews (innen) – Rang neun
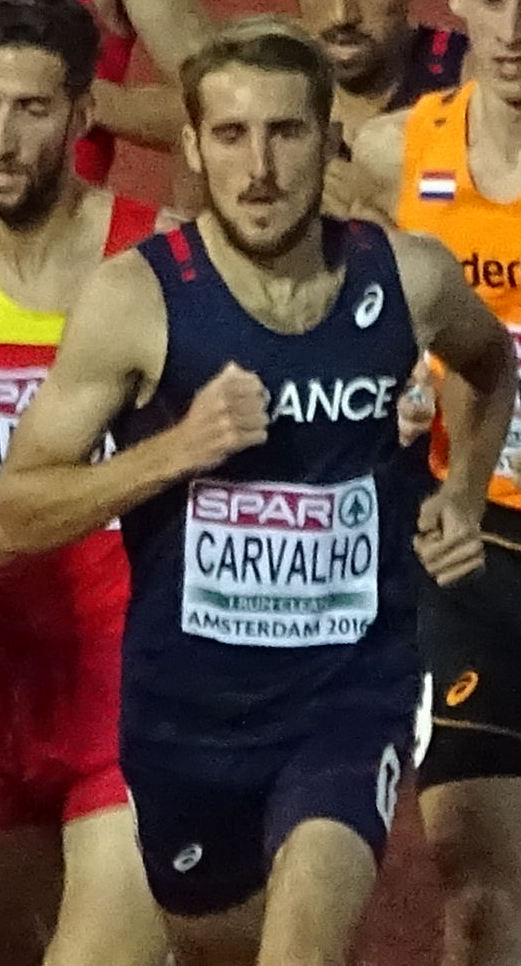
Florian Carvalho – Rang zehn
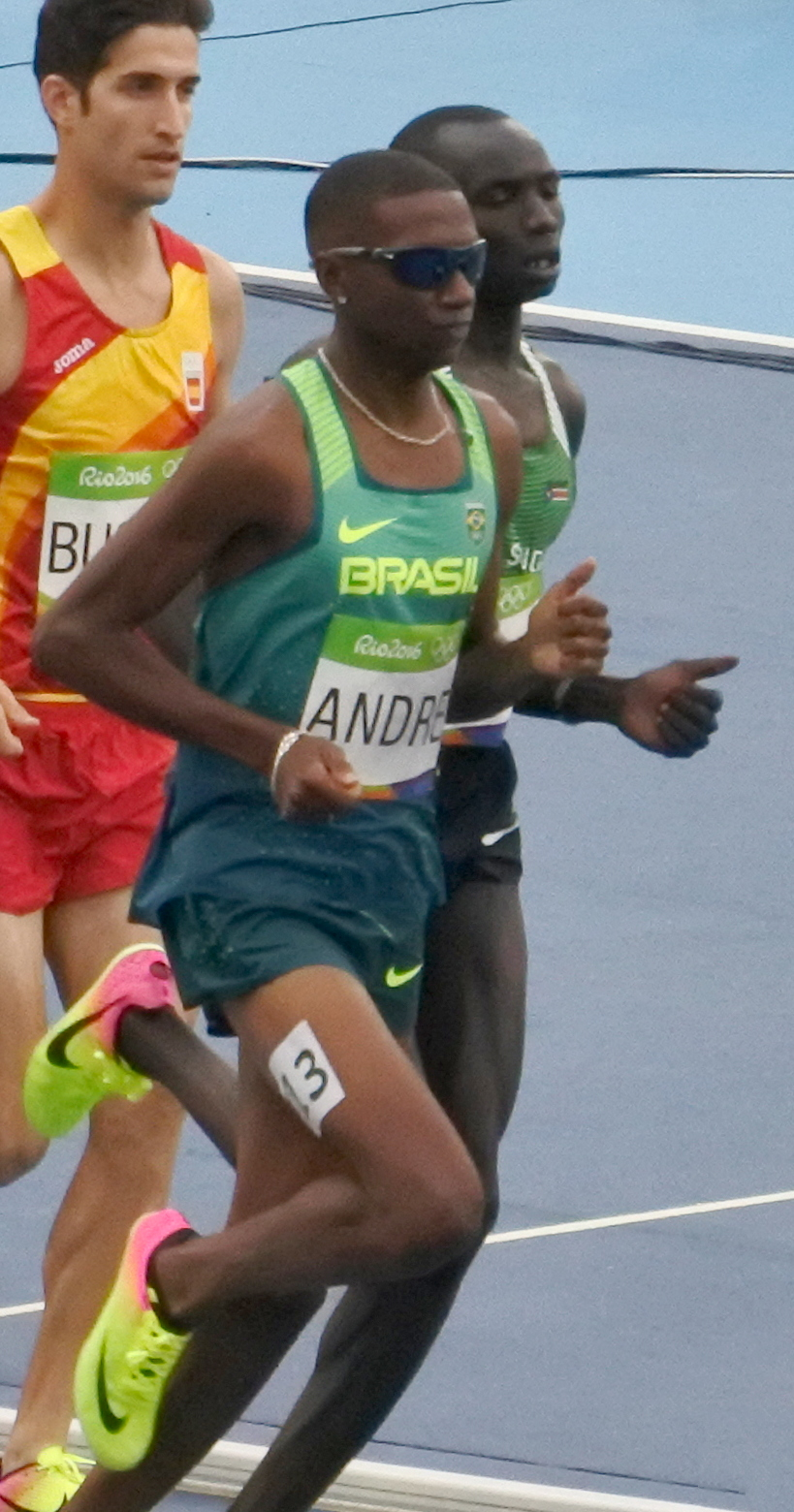
Thiago André (vorne) – Rang elf
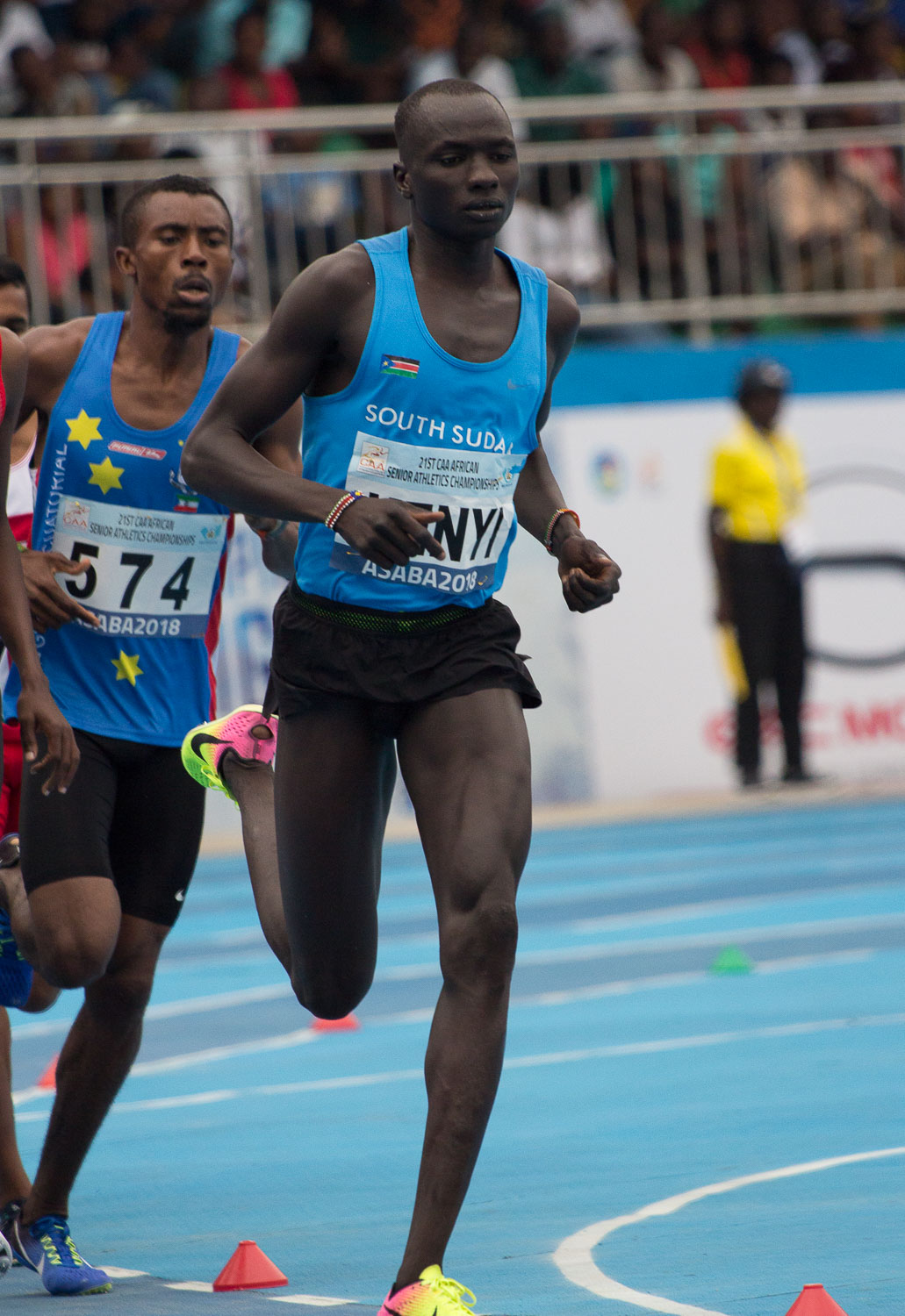
Santino Kenyi (rechts) – Rang zwölf

### Vorlauf 2
16. August 2016, 10:39 Uhr
Der amtierende Europameister Filip Ingebrigtsen aus Norwegen wurde wegen Behinderung disqualifiziert. Die dadurch benachteiligten Athleten Homiyu Tesfaye aus Deutschland und der Brite Charlie Grice wurden zusätzlich zu den Zeitschnellsten für das Halbfinale zugelassen.
| Platz | Name                 | Nation               | Zeit (min) | Anmerkung                                           |
| ----- | -------------------- | -------------------- | ---------- | --------------------------------------------------- |
| 1     | Taoufik Makhloufi    | Algerien             | 3:46,82    |                                                     |
| 2     | Elijah Manangoi      | Kenia                | 3:46,83    |                                                     |
| 3     | Robert Andrews       | USA                  | 3:46,97    |                                                     |
| 4     | Nathan Brannen       | Kanada               | 3:47,07    |                                                     |
| 5     | Mekonnen Gebremedhin | Äthiopien            | 3:47,33    |                                                     |
| 6     | Brahim Kaazouzi      | Marokko              | 3:47,39    |                                                     |
| 7     | Homiyu Tesfaye       | Deutschland          | 3:47,44    | für das Halbfinale zugelassen                       |
| 8     | Hamish Carson        | Neuseeland           | 3:48,18    |                                                     |
| 9     | Adel Mechaal         | Spanien              | 3:48,41    |                                                     |
| 10    | Charlie Grice        | Großbritannien       | 3:48,51    | für das Halbfinale zugelassen                       |
| 11    | Paulo Amotun         | Refugee Olympic Team | 4:03,96    | Herkunftsland: Südsudan                             |
| 12    | Augusto Ramos Soares | Osttimor             | 4:11,35    |                                                     |
| DNF   | Abdi Waiss Mouhyadin | Dschibuti            |            |                                                     |
| DSQ   | Filip Ingebrigtsen   | Norwegen             |            | Weltleichtathletikverband Regel 163.2 – Behinderung |

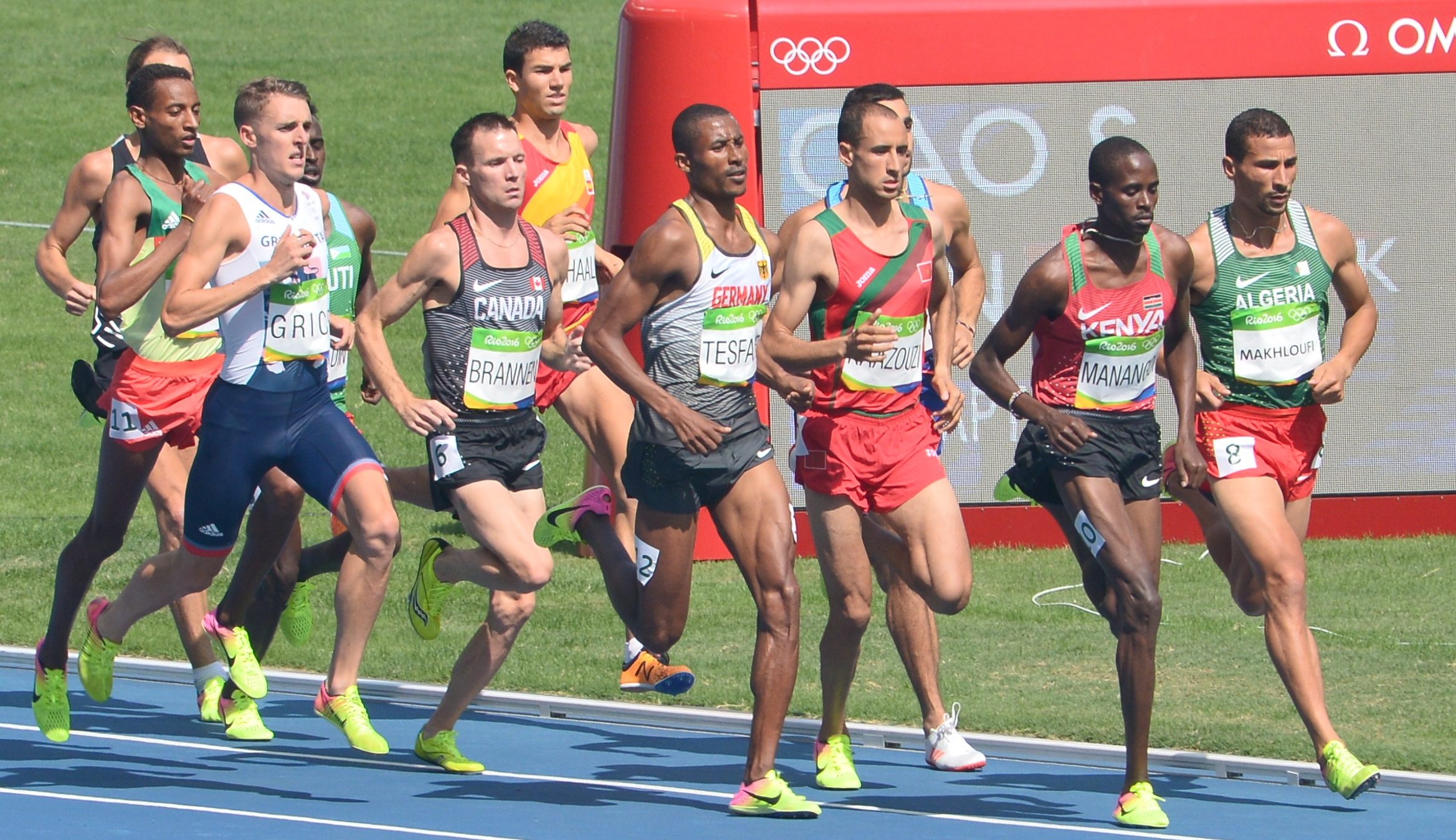
Szene aus dem zweiten Vorlauf:
Taoufik Makhloufi und Elijah Motonei Manangoi in Führung vor Brahim Kaazouzi, Robert Andrews und Homiyu Tesfaye, dahinter Nathan Brannen, Charlie Grice, Adel Mechaal, Abdi Waiss Mouhyadin, Mekonnen Gebremedhin und Hamish Carson

Im zweiten Vorlauf ausgeschiedene Läufer:

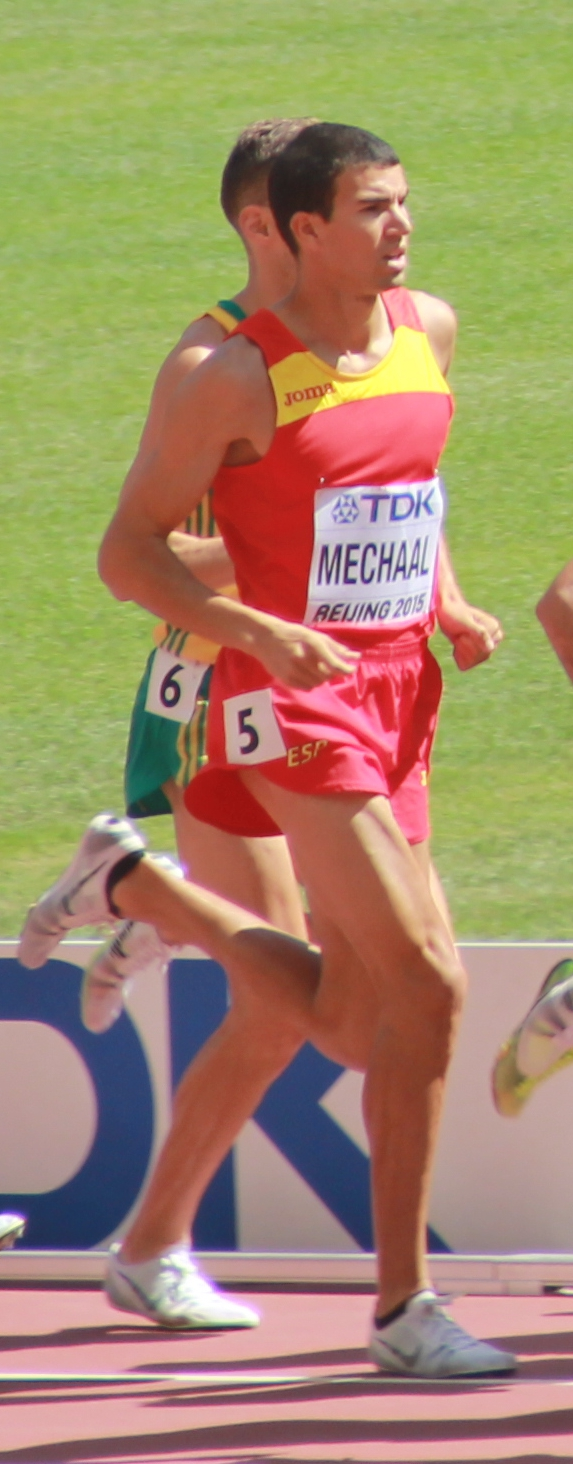
Adel Mechaal – Rang neun
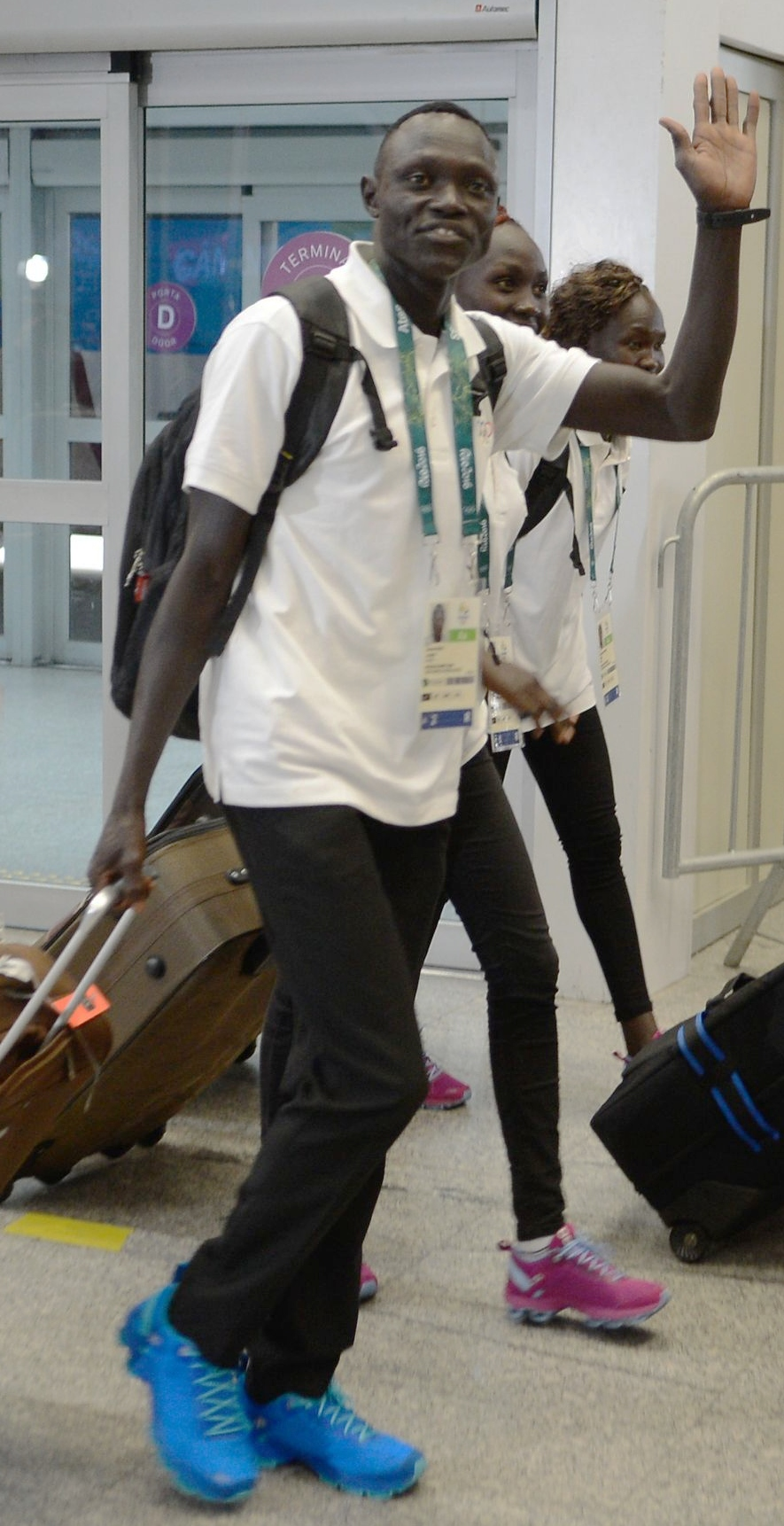
Paulo Amotun – Rang elf
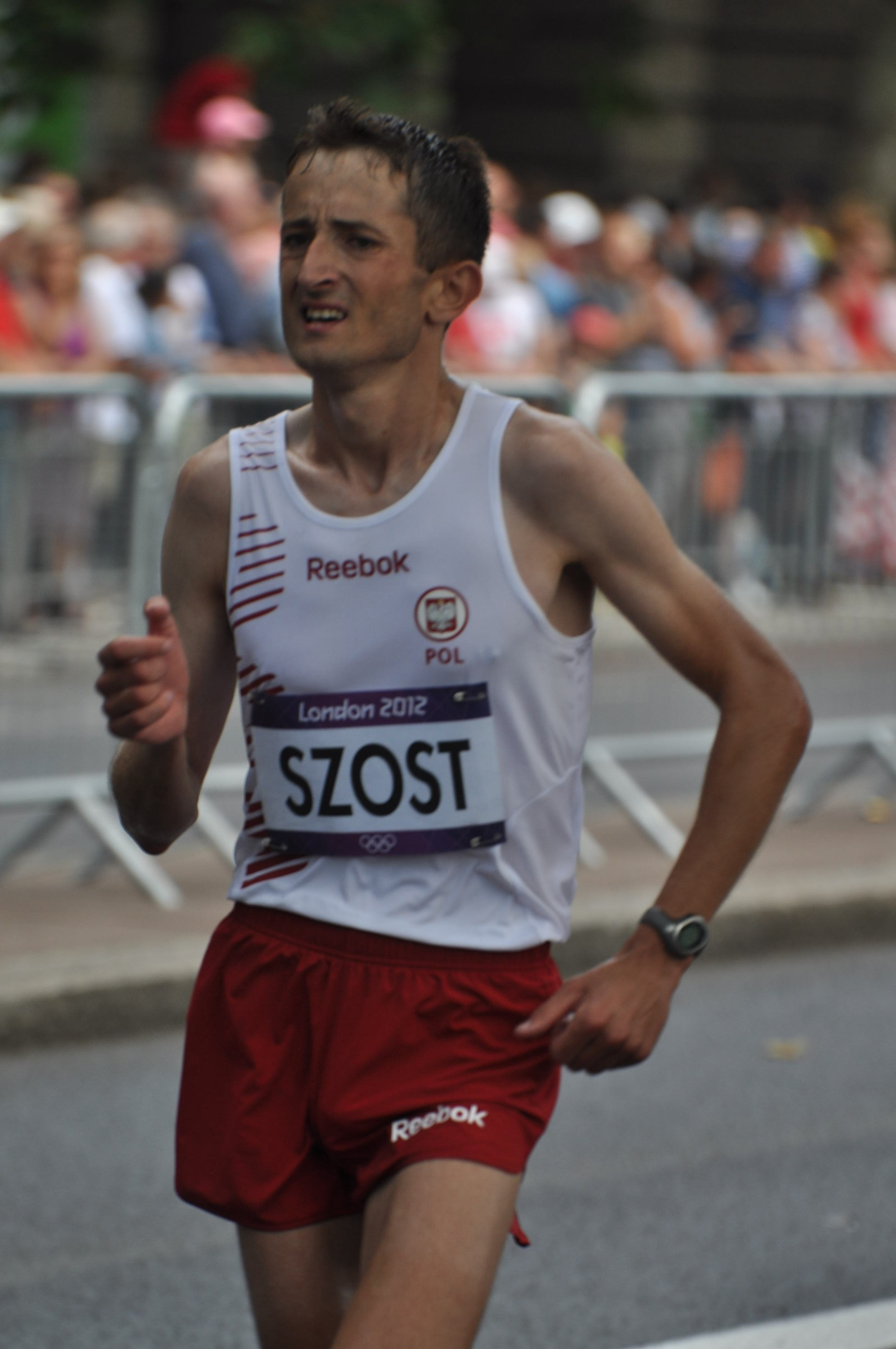
Augusto Ramos Soares – Rang zwölf
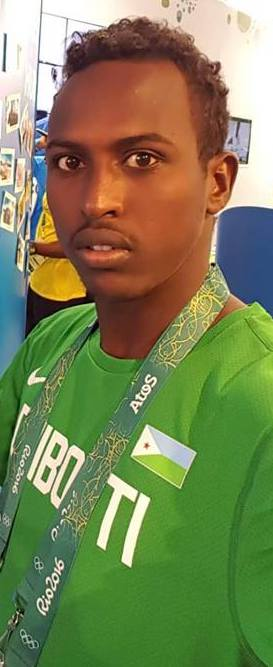
Abdi Waiss Mouhyadin – Rennen nicht beendet
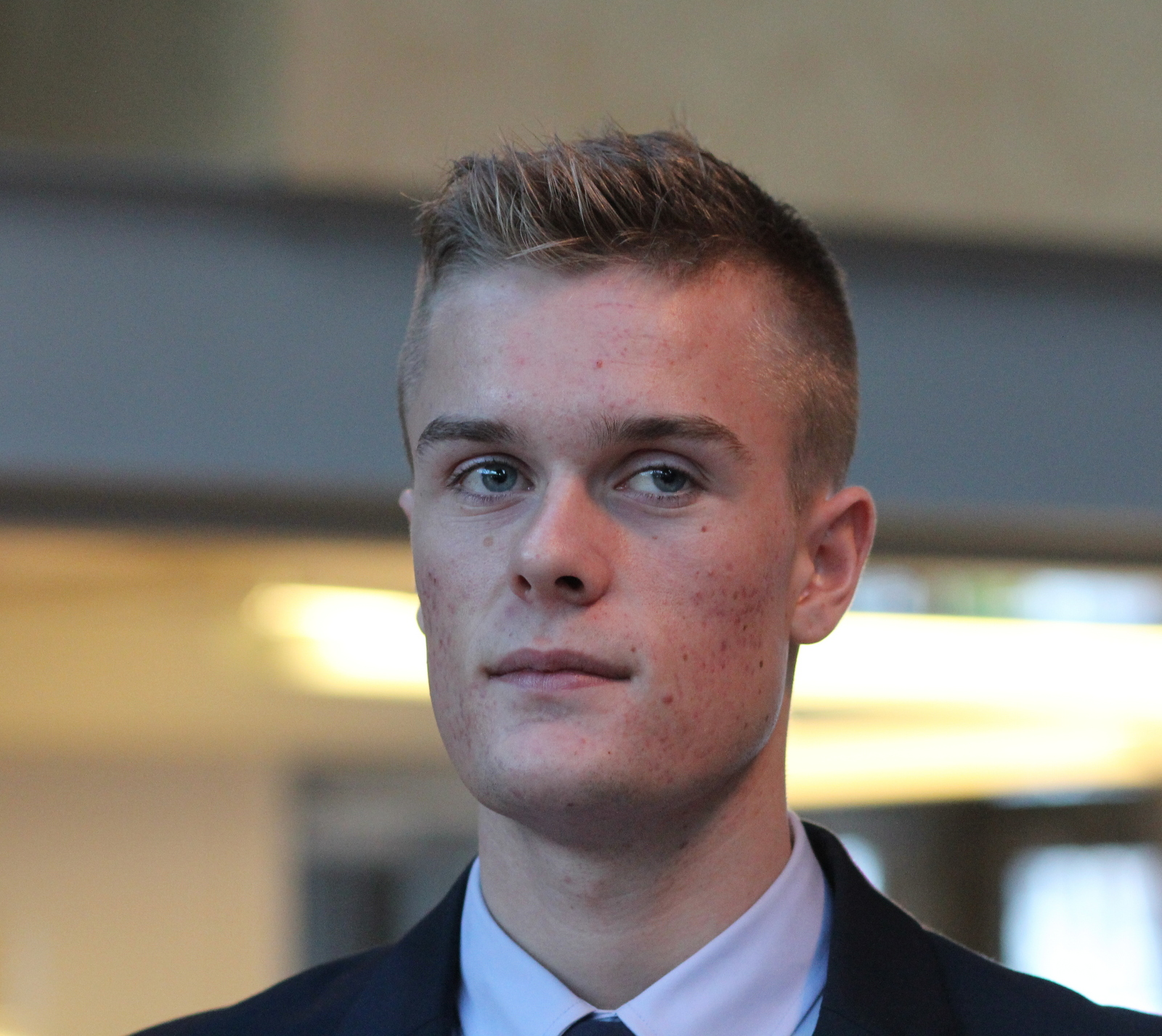
Filip Ingebrigtsen – disqualifiziert wegen Behinderung

### Vorlauf 3

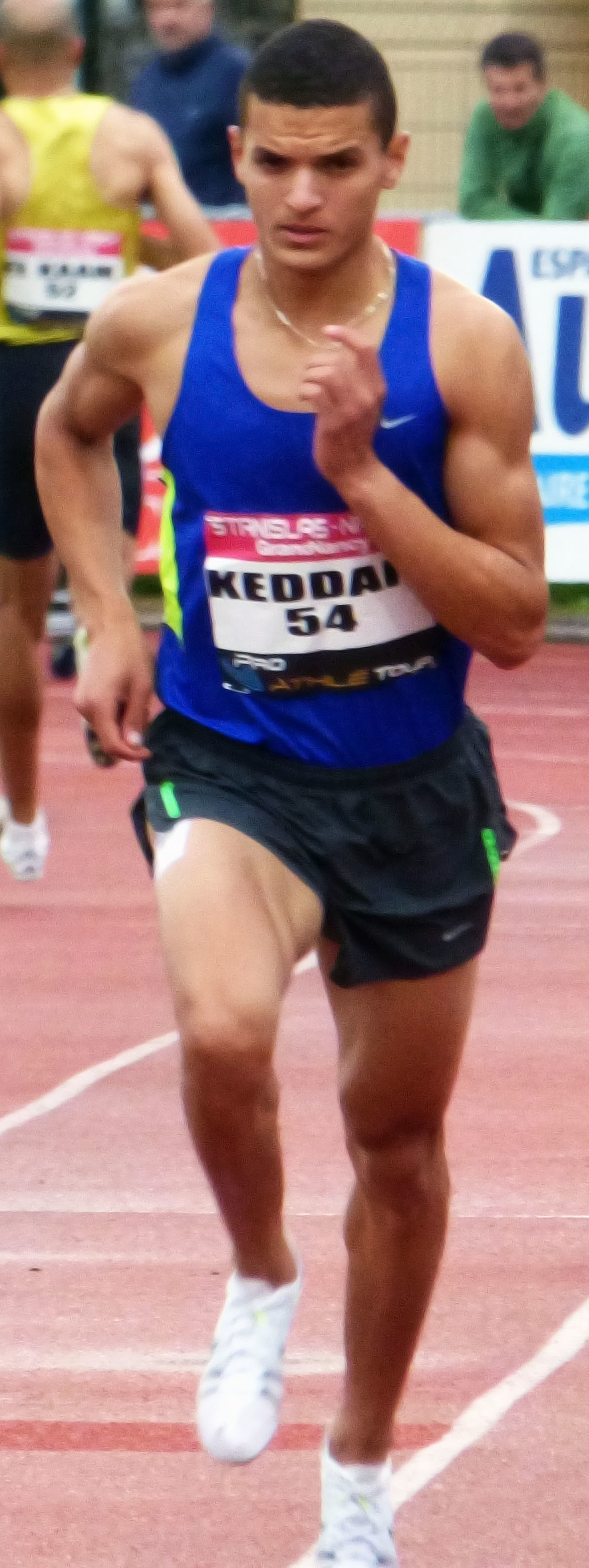
Salim Keddar – ausgeschieden als Elfter des dritten Vorlaufs
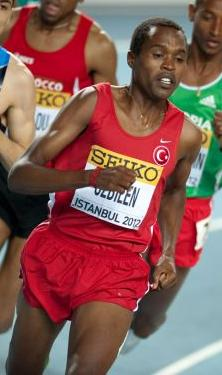
İlham Tanui Özbilen – ausgeschieden als Dreizehnter des dritten Vorlaufs
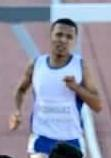
Erick Rodríguez – ausgeschieden als Fünfzehnter des dritten Vorlaufs

16. August 2016, 10:48 Uhr
| Platz | Name                | Nation     | Zeit (min) |
| ----- | ------------------- | ---------- | ---------- |
| 1     | Jakub Holuša        | Tschechien | 3:38,31    |
| 2     | Ronald Kwemoi       | Kenia      | 3:38,33    |
| 3     | Abdalaati Iguider   | Marokko    | 3:38,40    |
| 4     | Ronald Musagala     | Uganda     | 3:38,45    |
| 5     | Henrik Ingebrigtsen | Norwegen   | 3:38,50    |
| 6     | Nick Willis         | Neuseeland | 3:38,55    |
| 7     | Benson Seurei       | Bahrain    | 3:38,82    |
| 8     | Pieter-Jan Hannes   | Belgien    | 3:38,89    |
| 9     | Ben Blankenship     | USA        | 3:38,92    |
| 10    | Dawit Wolde         | Äthiopien  | 3:39,29    |
| 11    | Salim Keddar        | Algerien   | 3:40,63    |
| 12    | Luke Mathews        | Australien | 3:44,51    |
| 13    | İlham Tanui Özbilen | Türkei     | 3:49,02    |
| 14    | Mohammed Rageh      | Jemen      | 3:58,99    |
| 15    | Erick Rodríguez     | Nicaragua  | 4:00,30    |

## Halbfinale
Das Halbfinale wurde in zwei Läufen ausgetragen. Für den Endlauf qualifizierten sich pro Rennen die ersten fünf Athleten (hellblau unterlegt). Darüber hinaus kamen die beiden Zeitschnellsten, die sogenannten Lucky Loser (hellgrün unterlegt), weiter.

### Lauf 1
18. August 2016, 20:45 Uhr
| Platz | Name                | Nation         | Zeit (min) |
| ----- | ------------------- | -------------- | ---------- |
| 1     | Asbel Kiprop        | Kenia          | 3:39,73    |
| 2     | Taoufik Makhloufi   | Algerien       | 3:39,88    |
| 3     | Nick Willis         | Neuseeland     | 3:39,96    |
| 4     | Ben Blankenship     | USA            | 3:39,99    |
| 5     | Charlie Grice       | Großbritannien | 3:40,05    |
| 6     | Abdalaati Iguider   | Marokko        | 3:40,11    |
| 7     | Nathan Brannen      | Kanada         | 3:40,20    |
| 8     | Benson Seurei       | Bahrain        | 3:40,53    |
| 9     | Jakub Holuša        | Tschechien     | 3:40,83    |
| 10    | Dawit Wolde         | Äthiopien      | 3:41,42    |
| 11    | Henrik Ingebrigtsen | Norwegen       | 3:42,51    |
| 12    | Pieter-Jan Hannes   | Belgien        | 3:43,71    |
| 13    | Brahim Kaazouzi     | Marokko        | 3:48,66    |

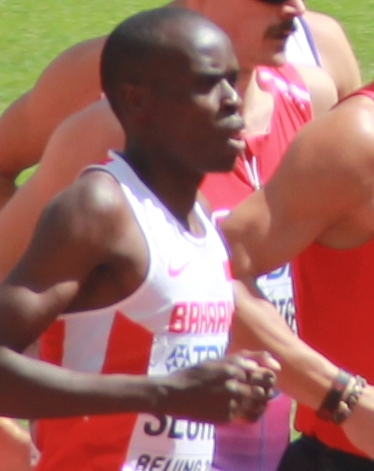
Benson Seurei – ausgeschieden als Achter des ersten Halbfinals

Weitere im ersten Halbfinale ausgeschiedene Läufer:

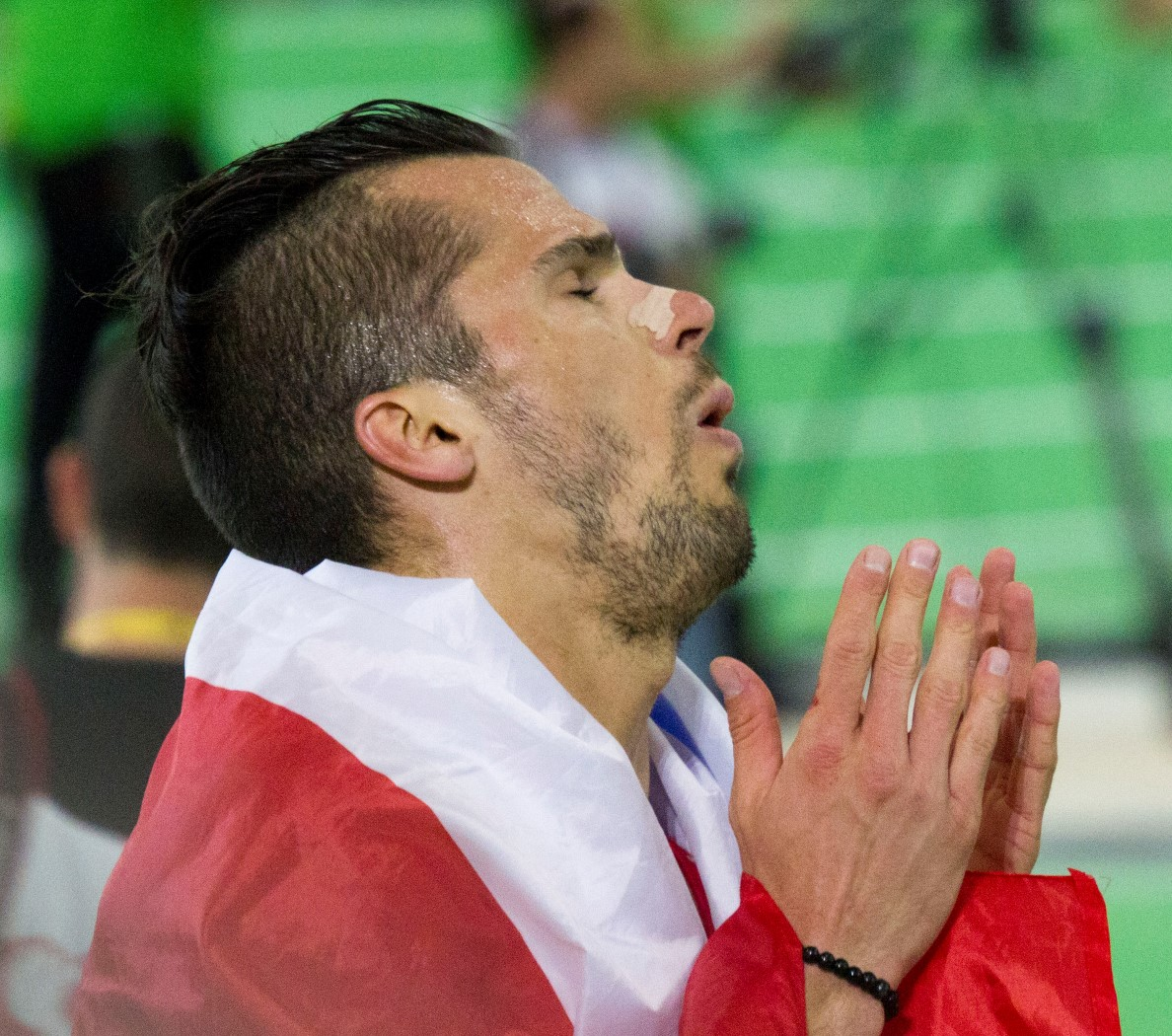
Jakub Holuša – Rang neun
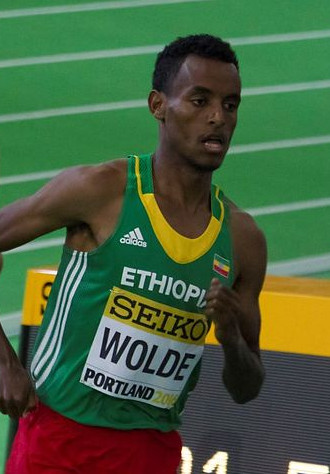
Dawit Wolde – Rang zehn
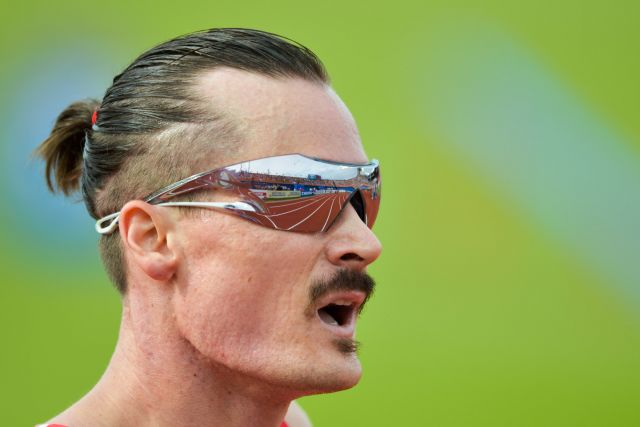
Henrik Ingebrigtsen – Rang elf
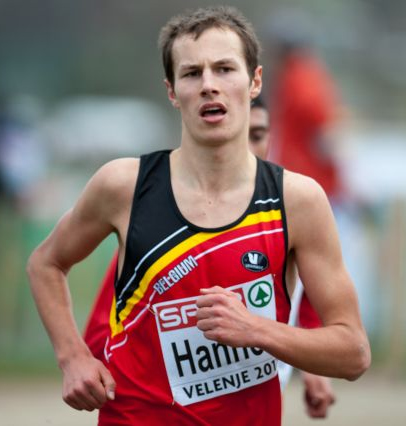
Pieter-Jan Hannes – Rang zwölf

### Lauf 2
18. August 2016, 20:55 Uhr
Der US-Athlet Robert Andrews wurde wegen der Behinderung eines anderen Läufers, durch die er sich einen Vorteil verschafft hatte, disqualifiziert. Der von der Behinderung betroffene Spanier David Bustos wurde per Wildcard für das Finale zugelassen.

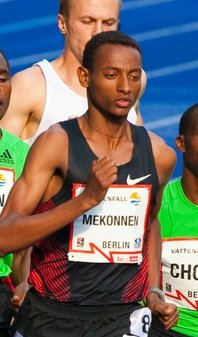
Mekonnen Gebremedhin – ausgeschieden als Sechster des zweiten Halbfinals
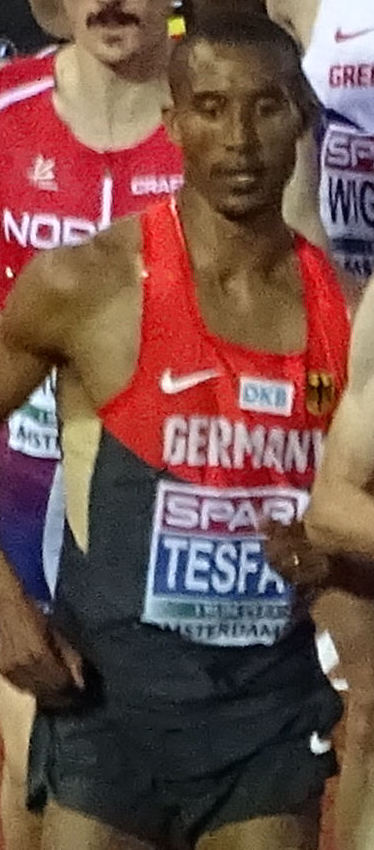
Homiyu Tesfaye – ausgeschieden als Siebter des zweiten Halbfinals

| Platz | Name                        | Nation         | Zeit (min) | Anmerkung                                           |
| ----- | --------------------------- | -------------- | ---------- | --------------------------------------------------- |
| 1     | Ronald Kwemoi               | Kenia          | 3:39,42    |                                                     |
| 2     | Ayanleh Souleiman           | Dschibuti      | 3:39,46    |                                                     |
| 3     | Matthew Centrowitz          | USA            | 3:39,61    |                                                     |
| 4     | Ryan Gregson                | Australien     | 3:40,02    |                                                     |
| 5     | Ronald Musagala             | Uganda         | 3:40,37    |                                                     |
| 6     | Mekonnen Gebremedhin        | Äthiopien      | 3:40,69    |                                                     |
| 7     | Homiyu Tesfaye              | Deutschland    | 3:40,76    |                                                     |
| 8     | Charles Philibert-Thiboutot | Kanada         | 3:40,79    |                                                     |
| 9     | Fouad el-Kaam               | Marokko        | 3:40,93    |                                                     |
| 10    | Chris O’Hare                | Großbritannien | 3:44,27    |                                                     |
| 11    | David Bustos                | Spanien        | 3:56,54    | für das Finale zugelassen                           |
| DSQ   | Robert Andrews              | USA            |            | Weltleichtathletikverband Regel 163.4 – Behinderung |
| DNS   | Elijah Manangoi             | Kenia          |            | Oberschenkelverletzung                              |

Weitere im zweiten Halbfinale ausgeschiedene Läufer:

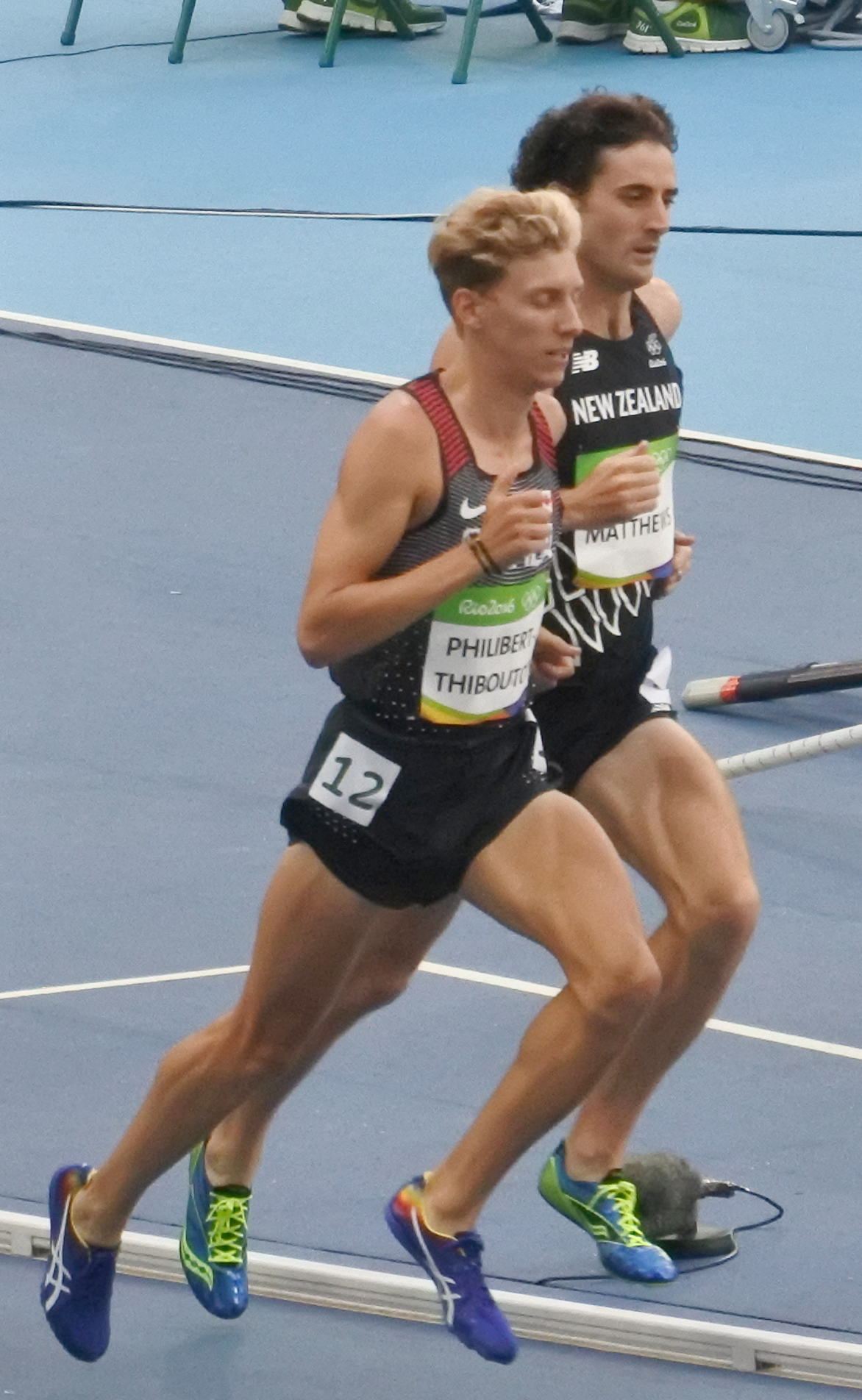
Charles Philibert-Thiboutot (außen) – Rang acht
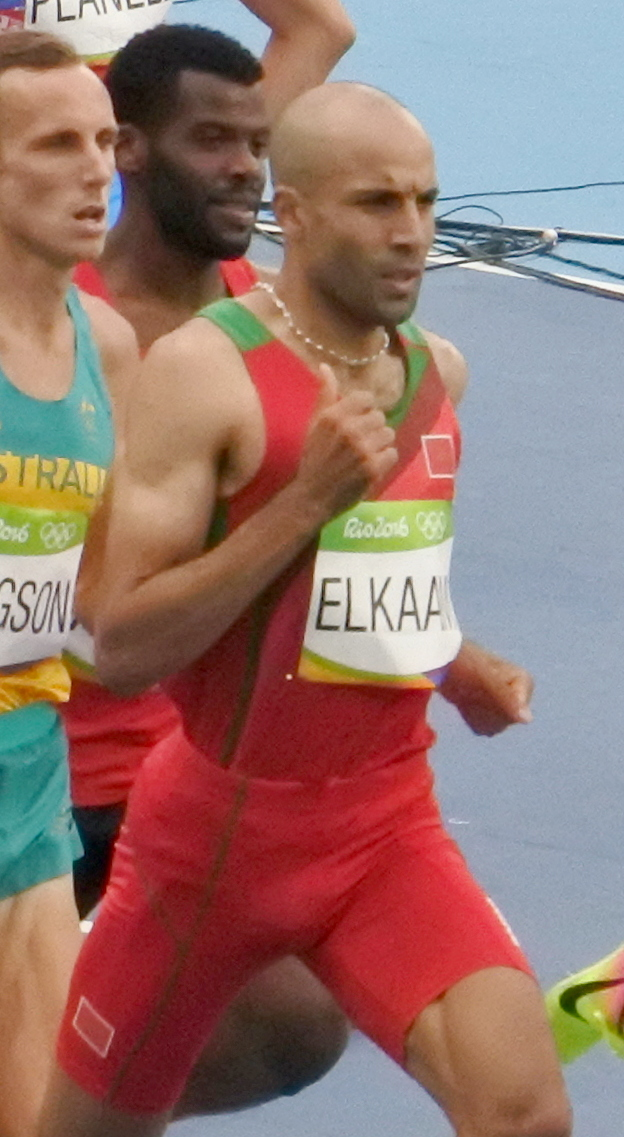
Fouad Elkaam – Rang neun
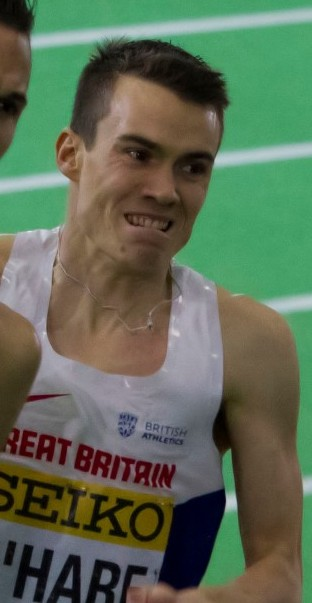
Chris O’Hare – Rang zehn
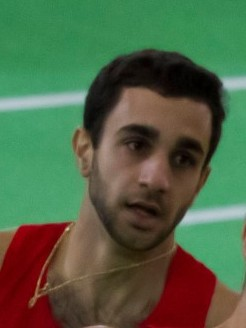
Robert Andrews – disqualifiziert wegen Behinderung
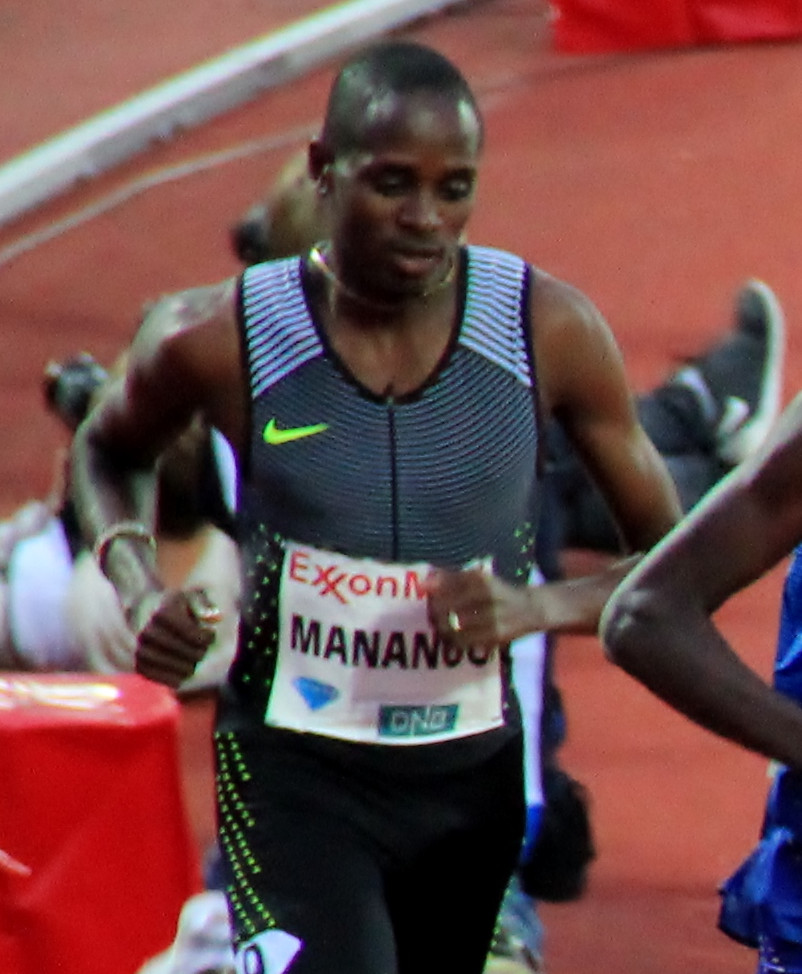
Elija Manangoi – wegen einer Oberschenkelverletzung nicht angetreten

## Finale
20. August 2016, 21.00 Uhr
| Platz | Name               | Nation         | Zeit (min) |
| ----- | ------------------ | -------------- | ---------- |
| 1     | Matthew Centrowitz | USA            | 3:50,00    |
| 2     | Taoufik Makhloufi  | Algerien       | 3:50,11    |
| 3     | Nick Willis        | Neuseeland     | 3:50,24    |
| 4     | Ayanleh Souleiman  | Dschibuti      | 3:50,29    |
| 5     | Abdalaati Iguider  | Marokko        | 3:50,58    |
| 6     | Asbel Kiprop       | Kenia          | 3:50,87    |
| 7     | David Bustos       | Spanien        | 3:51,06    |
| 8     | Ben Blankenship    | USA            | 3:51,09    |
| 9     | Ryan Gregson       | Australien     | 3:51,39    |
| 10    | Nathan Brannen     | Kanada         | 3:51,45    |
| 11    | Ronald Musagala    | Uganda         | 3:51,68    |
| 12    | Charlie Grice      | Großbritannien | 3:51,73    |
| 13    | Ronald Kwemoi      | Kenia          | 3:56,76    |

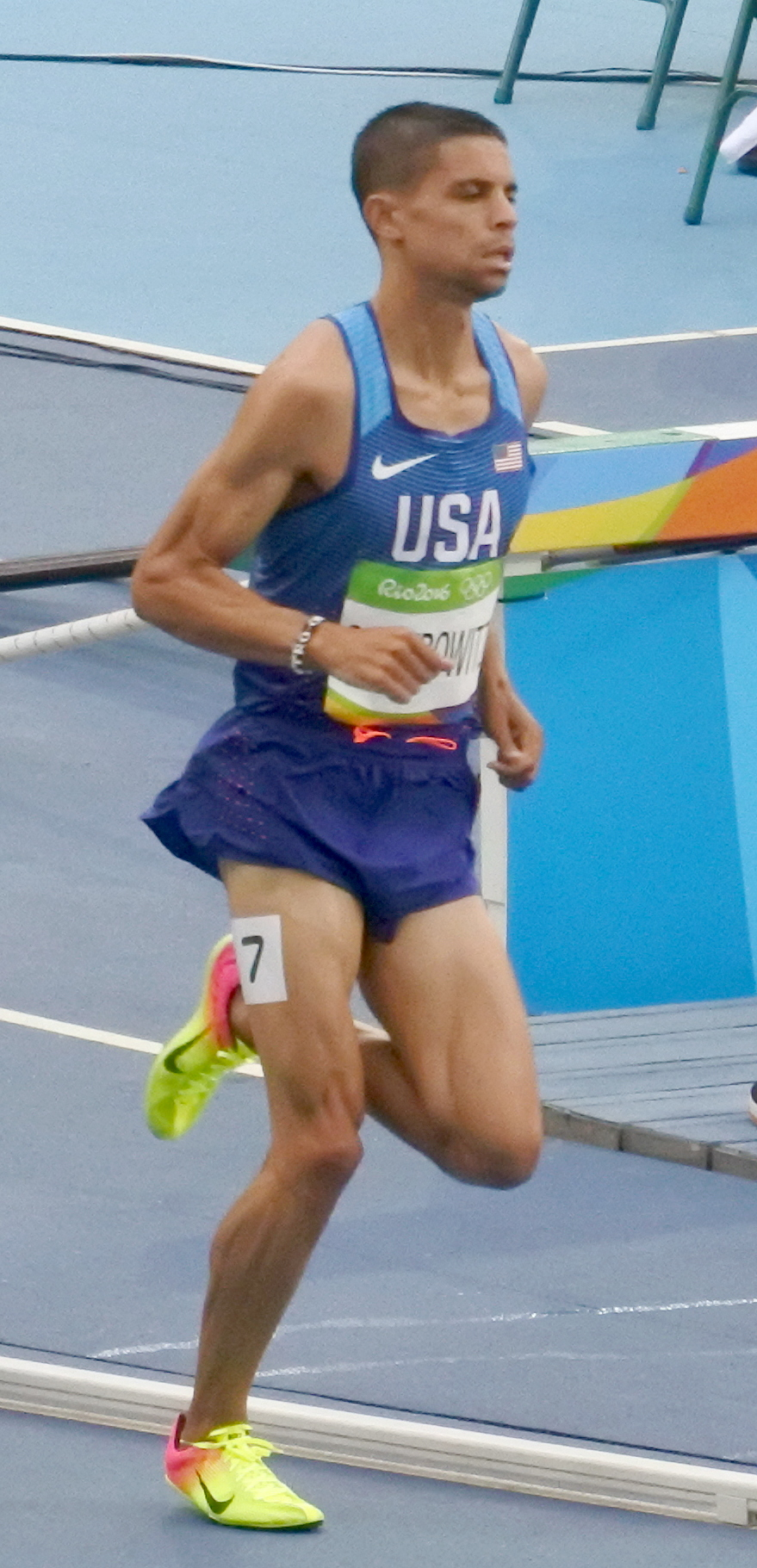
In einem rein auf das Finish abgestellten Rennen hieß der Olympiasieger Matthew Centrowitz

Qualifiziert für dieses Finale hatten sich je zwei Kenianer und US-Amerikaner. Hinzu kamen jeweils ein Teilnehmer aus Algerien, Australien, Dschibuti, Großbritannien, Kanada, Marokko, Neuseeland, Spanien und Uganda.
Als Favorit galt der Weltjahresbeste und amtierende Weltmeister Asbel Kiprop aus Kenia, der schon 2008 in Peking die Goldmedaille gewonnen hatte. Auch seine Landsleute Ronald Kwemoi und Elijah Manangoi, Nummer drei der Weltjahresbestenliste, zählten zum weiteren Favoritenkreis. Doch Manangoi hatte aufgrund einer Oberschenkelverletzung schon im Halbfinale nicht antreten können. Die beiden verbliebenen Kenianer trafen im Finale auf den Olympiasieger von 2012 Taoufik Makhloufi aus Algerien, den Vierten der Weltjahresbestenliste, der schon über 800 Meter die Silbermedaille gewonnen hatte. Das 800-Meter-Finale hatte allerdings erst einen Tag vor den Vorläufen stattgefunden. Weitere aussichtsreiche Kandidaten waren die Nummer fünf und sechs der Jahresbestenliste, Abdalaati Iguider aus Marokko und Ayanleh Souleiman aus Dschibuti, die allerdings ebenfalls das 800-Meter-Rennen in den Beinen hatten.
Das Finalrennen begann sehr verhalten. Die beiden US-Läufer Matthew Centrowitz und Ben Blankenship übernahmen zusammen mit dem Spanier David Bustos die Führungsarbeit. Kiprop, Makhloufi und Souleiman hielten sich am Ende des Feldes auf. Die 400-Meter-Zwischenzeit lautete 1:06,83 min. Während der zweiten Runde ging der Neuseeländer Nick Willis nach vorne, während sich Blankenship zurückfallen ließ. Die zweiten vierhundert Meter waren mit 1:09,76 min sogar noch langsamer als die ersten. Kurz vor Beginn der dritten Runde übernahm Kiprop die Führung. Zwischen Souleiman und Kwemoi kam es zu einer Kollision, bei der Kwemoi stürzte, das Rennen aber fortsetzen konnte. Das Renntempo war immer noch so verhalten, dass der Kenianer zwar in kurzer Zeit wieder zum Feld aufschließen konnte, dabei jedoch viel Kraft verloren hatte.
Souleiman ergriff nun die Initiative und attackierte den inzwischen führenden Centrowitz, doch der US-Athlet wehrte den Angriff ab. Kurz vor der Zielgeraden der dritten Runde zog Souleiman dann doch an Centrowitz vorbei, das Tempo war nur unwesentlich schneller geworden – dritte Runde: 1:05,41 min. Centrowitz übernahm gleich wieder die Spitze.
Als die letzte Runde eingeläutet wurde, war Makhloufi dem US-Amerikaner auf den Fersen, hielt sich aber in dessen Windschatten. Auf der Gegengeraden lag Centrowitz weiter vorn. Ihm folgten Kiprop, Iguider und Makhloufi, dahinter Willis und Souleiman. Iguider und Kiprop fielen zurück. Nun kam Willis weiter nach vorne und ließ Souleiman hinter sich. Nach diesen sehr zurückhaltenden ersten 1200 Metern war das Feld dicht zusammen und der Ausgang war völlig offen. Schließlich setzte sich Matt Centrowitz mit einem starken Schlussspurt durch und gewann die Goldmedaille vor Taoufik Makhloufi und Nick Willis, der Ayanleh Souleiman knapp auf den vierten Platz verweisen konnte. Abdalaati Iguider folgte als Fünfter. Asbel Kiprop musste sich mit Rang sechs zufriedengeben. David Bustos wurde Siebter vor Ben Blankenship.

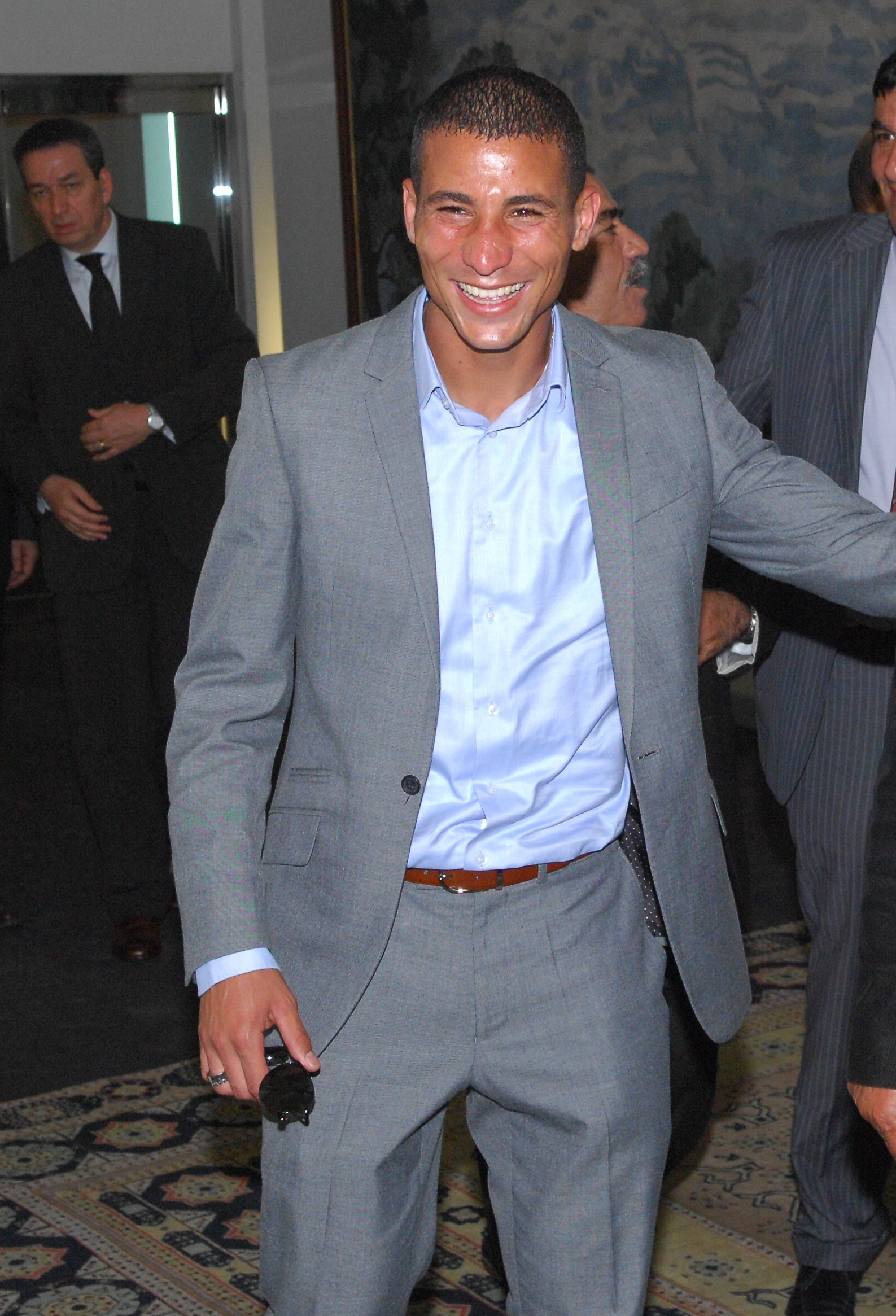
Gewinner der Silbermedaille: Taoufik Makhloufi
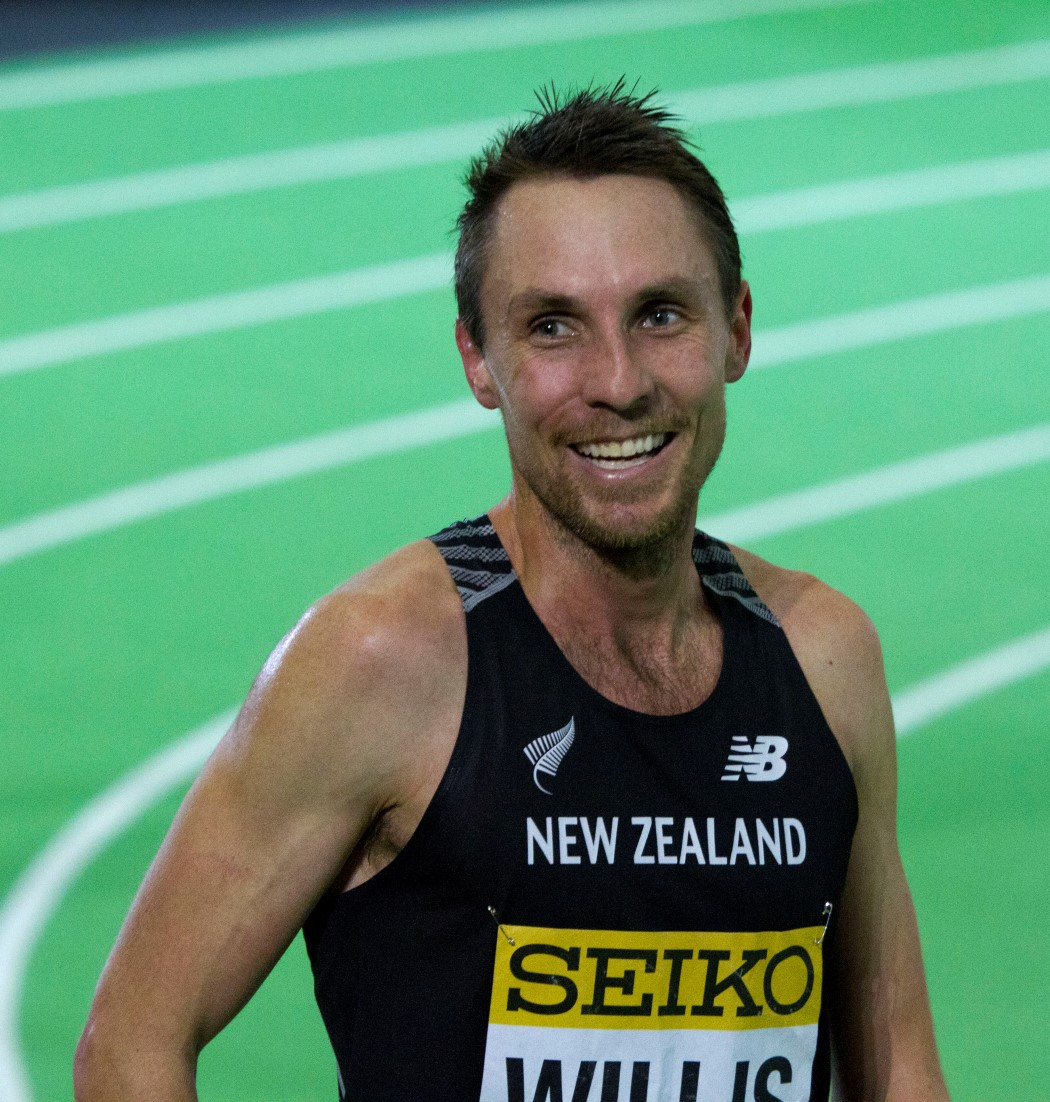
Gewinner der Bronzemedaille: Nick Willis
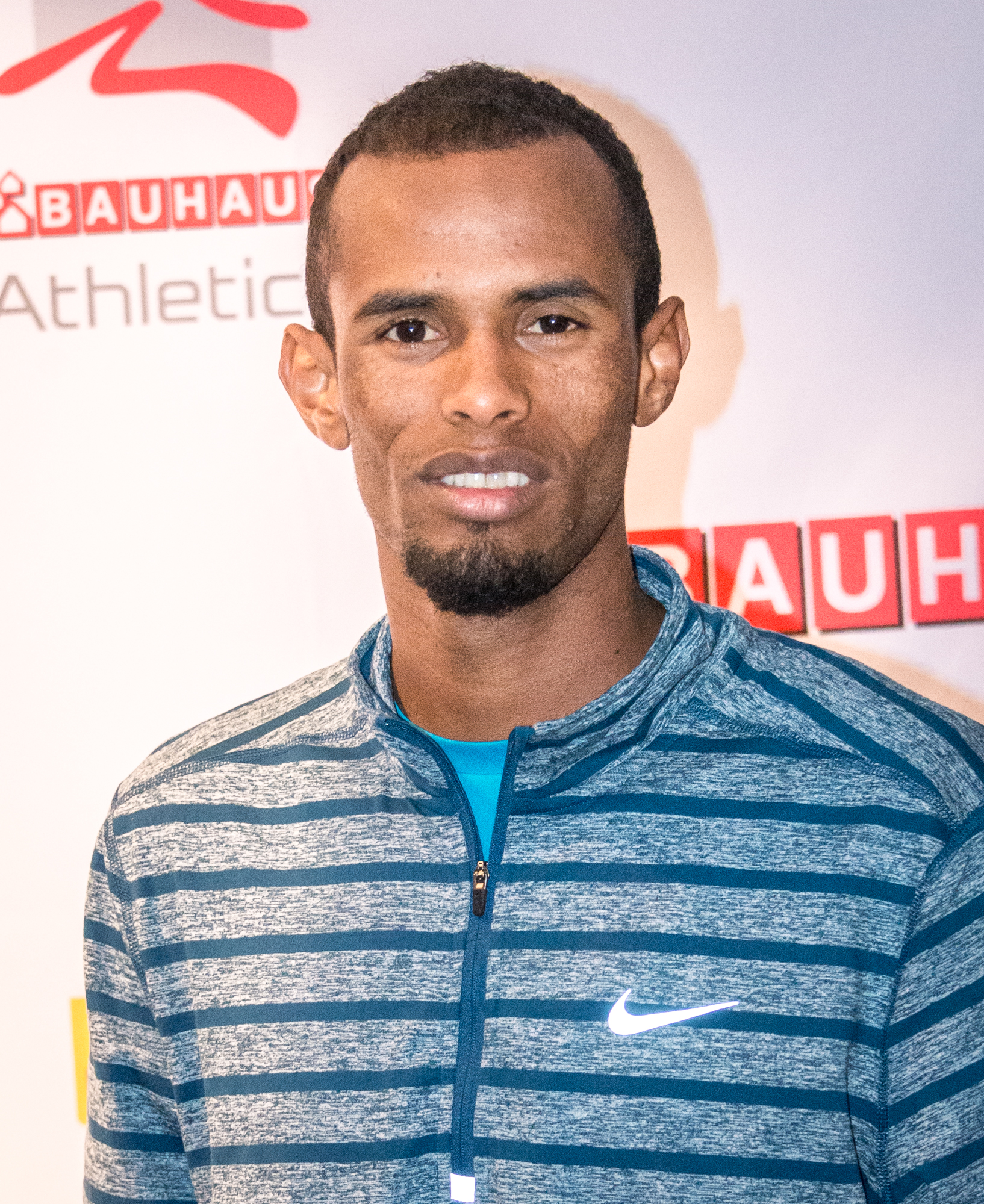
Ayanleh Souleiman belegte im Finale Rang vier
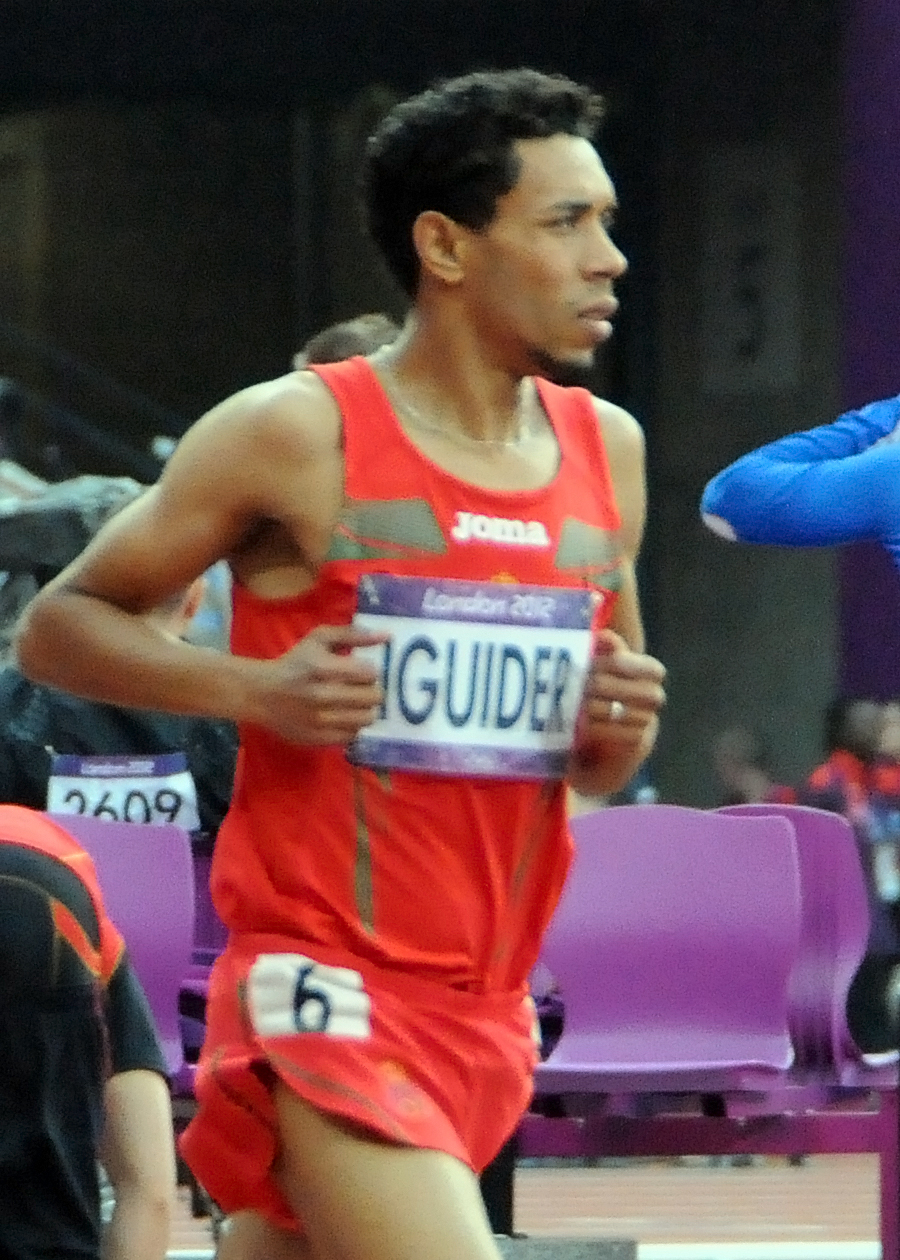
Abdalaati Iguider – Platz fünf
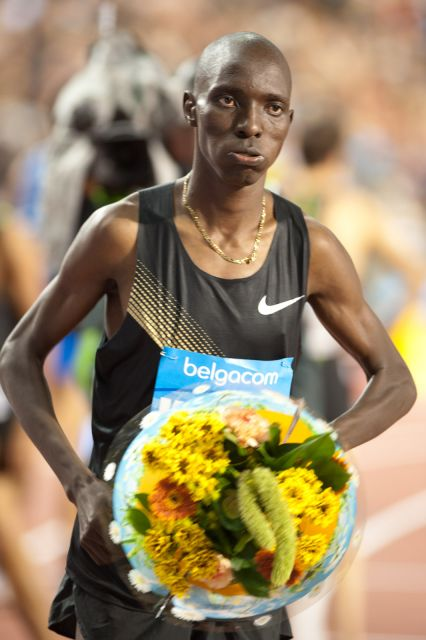
Rang sechs für Asbel Kiprop
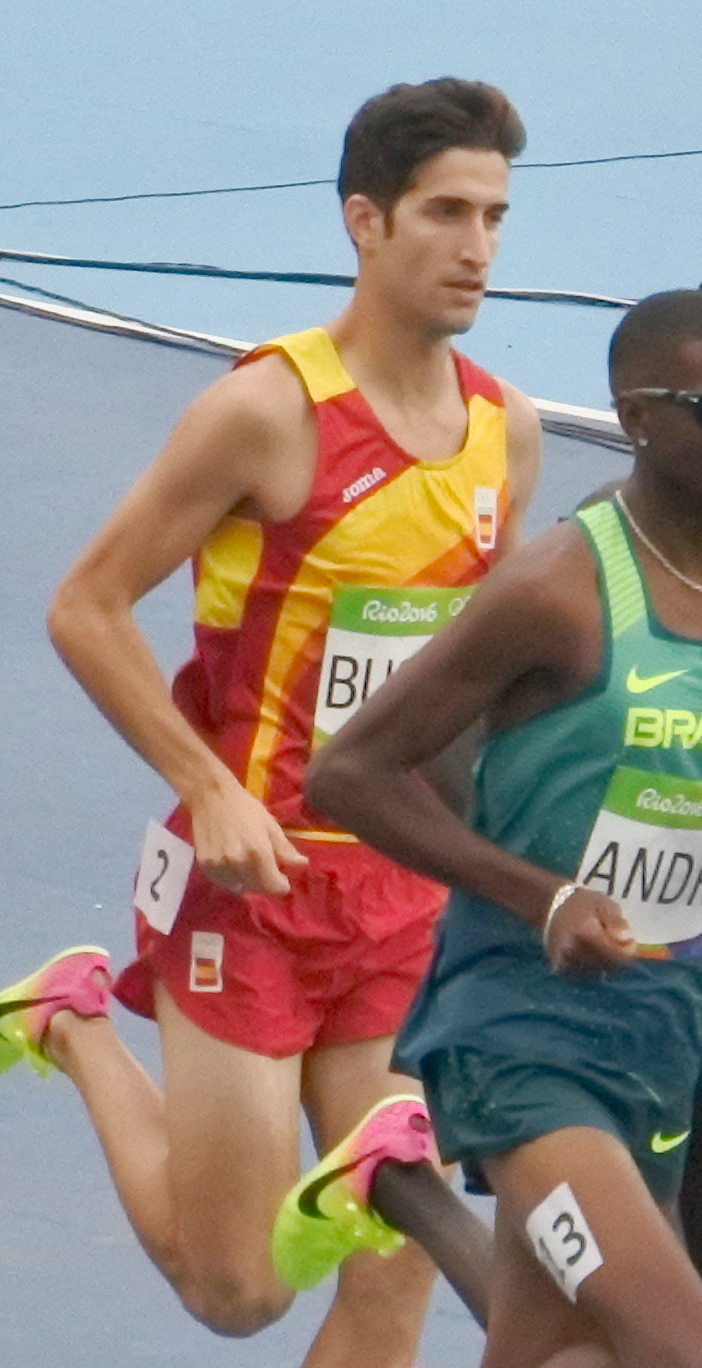
David Bustos – Platz sieben
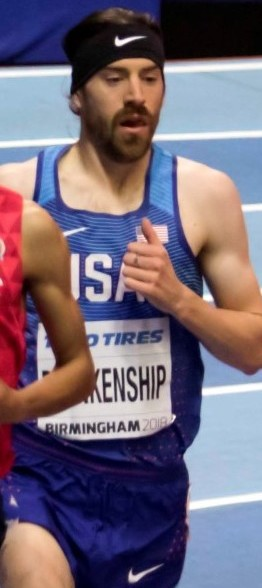
Der achtplatzierte Ben Blankenship
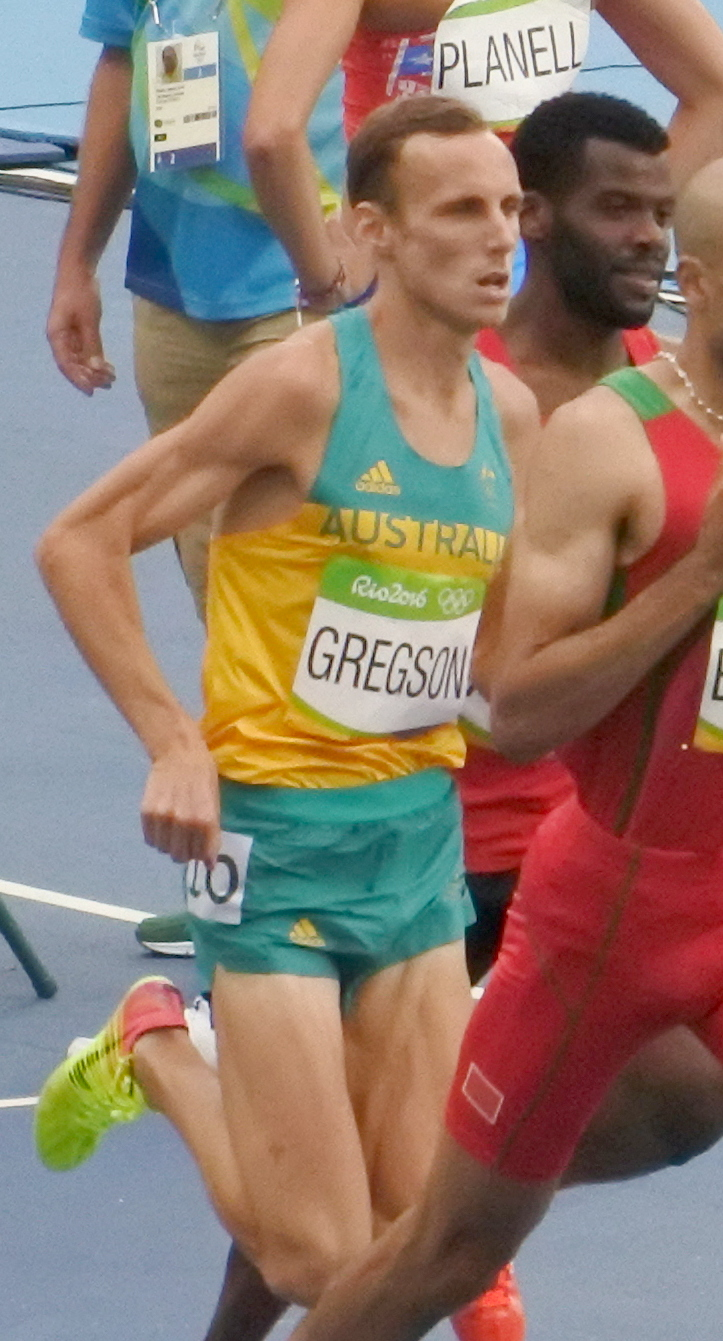
Der Olympianeunte Ryan Gregson
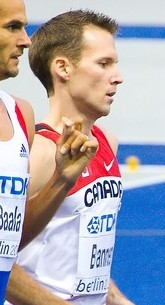
Nathan Brannen kam auf den zehnten Platz
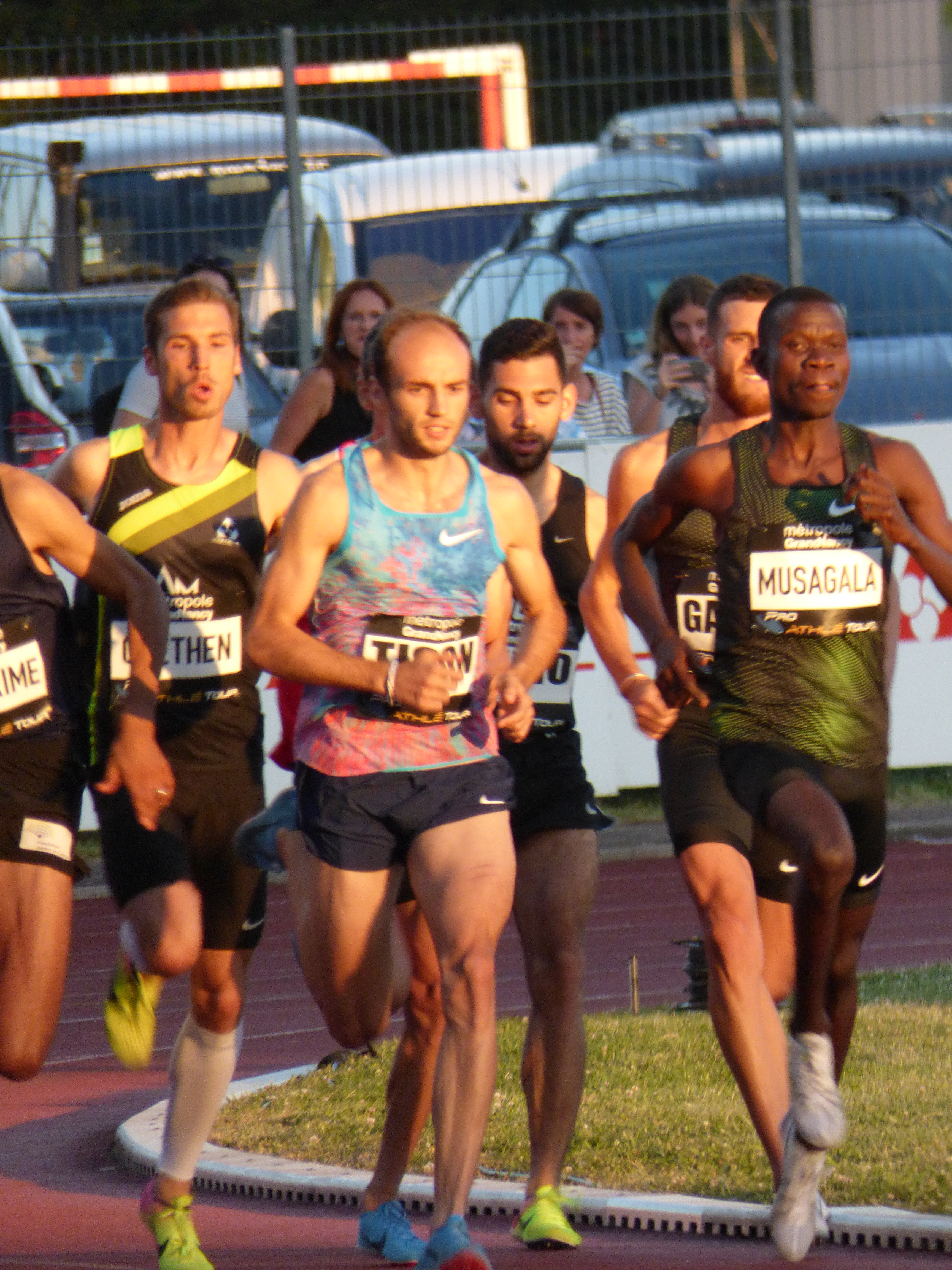
Ronald Musagala (vorne rechts) – Rang elf
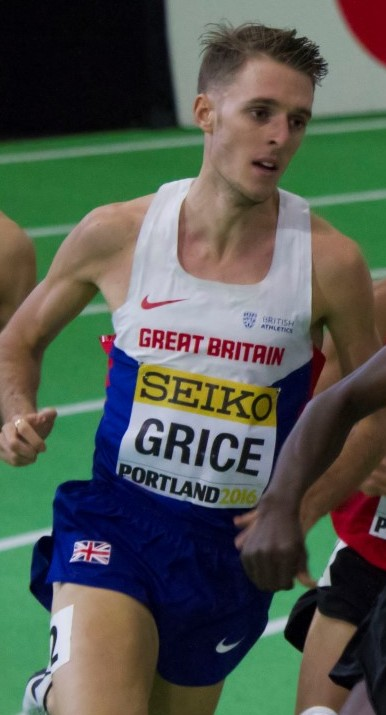
Charles Grice erreichte Platz zwölf

## Videolinks
- Men's 1500 Metres FINAL Rio 2016 Olympics NBC, youtube.com, abgerufen am 28. April 2022
- Nick Willis wins Bronze at Rio 2016, youtube.com, abgerufen am 28. April 2022